# Vas János (jégkorongozó)
Vas János (Dunaújváros, 1984. január 29. –) válogatott profi jégkorongozó.

## Karrier
Karrierjét a dunaújvárosi csapatban kezdte. A 2002-es NHL-drafton a Dallas Stars csapata választotta ki a 2. kör 32. helyén. Ezután a svéd ligában játszott két idényt a Malmo IF csapatában. 2004–2005-ben a Halmstad Hammers HC-be került. 2005-ben átkerült a tengerentúlra a Dallas farmcsapatába az AHL-es Iowa Starsba. Ennek a szezonnak a közepén leküldték az ECHL-es Idaho Steelheadsbe. 2006–2008 között az Iowa Starsban játszott ahol 152 mérkőzésen 67 pontot szerzett. A 2008–2009-es idényt a svéd ligában a Brynäs IF-ben játszotta. 2009–2010-es idényre az székesfehérvári Alba Volán csapatába igazolt. 2010 végétől 2012-ig a svéd másodosztályban játszott, majd Franciaországba igazolt, előbb a Dijon HC-hez, mald a Dragons de Rouen csapatába szerződött. 2014-től két évig a cseh jégkorong-bajnokságban szereplő Slavia Praha játékosa. 2016 nyarán nyolcévnyi légióskodás után hazaigazolt Fehérvárra. 2017-től 2021-ig a DVTK Jegesmedvékben szerepelt. Ezután a francia Chamonix-hoz szerződött. Októberben személyes okokra hivatkozva távozott a klubtól, melynek színeiben hét mérkőzésen két gólt szerzett. Néhány nap múlva a szlovák elsőosztályú HC Presov játékosa lett.
2023 áprilisában bejelentette, hogy visszavonul a válogatott szerepléstől és befejezi játékos pályafutását is. Ezután a DVTK U21-es csapatát irányította.
Testvére Vas Márton szintén jégkorongjátékos.